# Sunekosuri

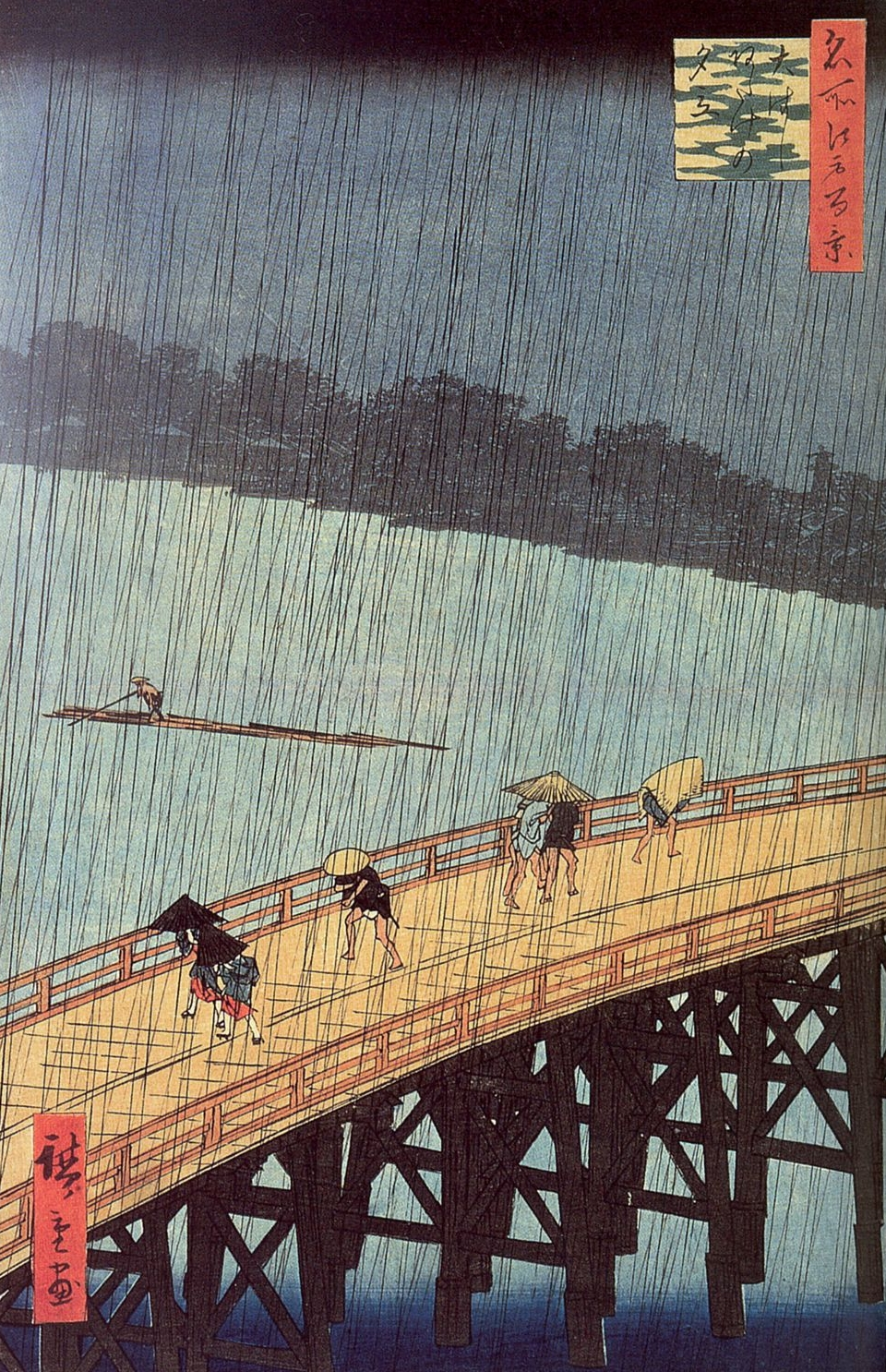
Estampe d'une averse soudaine à Ataké par Utagawa Hiroshige

Sunekosuri (脛擦り, littéralement, « qui se frotte aux tibias ») est un yokai de la préfecture de Okayama.

## Description
Cette créature de petite taille ressemble à un chat ou un chien selon les versions.

## Légende
Les Sunekosuri ont la réputation d'apparaitre les soirs de pluie sur les chemins fréquentés par les voyageurs,.
Ils se mettent à courir derrière les gens qui croisent leur route. Une fois qu'un Sunekosuri rattrape une personne, il se frotte contre ses tibias et se faufile entre ses jambes, rendant la marche difficile. De ce fait, bien que ces créatures n'aient pas d'intension hostile, il leur arrive de faire trébucher ou tomber quelqu'un.
Selon certaines variantes, ils peuvent être parfois plus agressifs, mordillant les gens qu'ils croisent.